# Trameten
Die Trameten (Trametes) sind eine Pilzgattung aus der Familie der Stielporlingsverwandten. Trameten ernähren sich xylobiontisch als Baumpilze. Die Typusart ist die Anis-Tramete (Trametes suaveolens).

## Merkmale

### Makroskopische Merkmale
Die Trameten bilden ungestielte, zumeist einjährige, pileate Fruchtkörper aus, die konsolenartig, scheiben- bis halbkreisförmig aus dem Substrat wachsen. Das Hymenophor ist zumeist porig, bei einigen Arten labyrinthisch oder lamellenähnlich ausgeprägt. Die Oberseite ist variabel gefärbt, von weißlich über cremefarben bis orangerötlich, braun oder gräulich, oft zoniert; die Oberfläche der hellen Arten wird nicht selten im Alter durch Algenbewuchs grünlich eingefärbt. Ein wichtiges Kennzeichen für die Trameten ist die fehlende Trennung von Fleisch (Trama) und den scheinbar in das Fleisch eingesenkten Poren: Die Röhrentrama geht fließend in die Huttrama über und ist von dieser nicht abziehbar. Das Fleisch ist weißlich bis gelblich oder rötlich braun. Das Sporenpulver ist weiß.

### Mikroskopische Merkmale
Das Hyphensystem ist trimitisch. Die generativen Hyphen bilden Schnallen. Die Skeletthyphen sind hyalin, gelblich-braun bis rötlich-orange. Die Basidiosporen sind zylindrisch bis ellipsoid, inamyloid, hyalin, dünnwandig und glatt.

## Ökologie
Sie leben saproparasitisch bis saprobiontisch in und auf Gehölzen, vorwiegend Laubholz. Da sie zu den vorwiegend Lignin-abbauenden (lignicolen) Pilzen gehören, erzeugen sie im befallenen Holz Weißfäule.

## Bedeutung
Als Speisepilze kommen die Trameten aufgrund der korkig-zähen Konsistenz nicht in Frage. Als Holzzerstörer sind sie gelegentlich wirtschaftlich bedeutsam. Die Schmetterlings-Tramete gilt in der Traditionellen Chinesischen Medizin als bedeutender Heilpilz (ebenso die früher zu den Trameten gezählte subtropische Art Vanderbylia robiniophila). Früher wurden Trameten neben weiteren Pilzarten zur Herstellung von Mycoholz für die Bleistiftproduktion verwendet. Die Schmetterlingstramete wird aufgrund ihrer dekorativen Zeichnung gelegentlich in Blumenschmuck verwendet.

## Systematik
Weltweit umfasst die Gattung, je nach Auffassung, ca. 50–100 Arten. In Europa kommen folgende Spezies vor bzw. sind dort zu erwarten:
| Trameten (Trametes) in Europa |                                                |                                                  |
| \| Deutscher Name \| Wissenschaftlicher Name \| Autorenzitat \| \| ------------------------------------- \| ---------------------------------------------- \| ------------------------------------------------ \| \| Birken-Blättling \| Trametes betulina \| (L.) Pilát 1939 \| \| \| Trametes cingulata \| Berkeley 1854 \| \| Zinnoberrote Tramete \| Trametes cinnabarina \| (Jacq.) Fr. 1849 \| \| Buckel-Tramete \| Trametes gibbosa \| (Persoon 1795 : Fries 1821) Fries 1838 \| \| Striegelige Tramete \| Trametes hirsuta \| (Wulfen 1789 : Fries 1821) Pilát 1939 \| \| Wacholder-Tramete \| Trametes junipericola \| Manjón, G. Moreno & Ryvarden 1984 ('1983') \| \| Ljubarskys Tramete \| Trametes ljubarskyi beschrieben als liubarskyi \| Pilát 1937 \| \| Ockerfarbene oder Vielfarbige Tramete \| Trametes ochracea \| (Persoon 1794) Gilbertson & Ryvarden 1987 \| \| Samtige Tramete \| Trametes pubescens \| (Schumacher 1803 : Fries 1821) Pilát 1939 \| \| \| Trametes sanguinea \| (L.) Lloyd 1924 \| \| Anis-Tramete \| Trametes suaveolens \| (Linnaeus 1753 : Fries 1821) Fries 1838 \| \| \| Trametes subalutacea \| Bourdot & Galzin 1925 \| \| Schmetterlings-Tramete \| Trametes versicolor \| (Linnaeus 1753 : Fries 1821) Lloyd 1921 ('1920') \| \| Auen-Blätterporling \| Trametes warnieri \| (Durieu & Mont.) Zmitr., Wasser & Ezhov 2012 \| |                                                |                                                  |
| Deutscher Name | Wissenschaftlicher Name                        | Autorenzitat                                     |
| Birken-Blättling | Trametes betulina                              | (L.) Pilát 1939                                  |
| | Trametes cingulata                             | Berkeley 1854                                    |
| Zinnoberrote Tramete | Trametes cinnabarina                           | (Jacq.) Fr. 1849                                 |
| Buckel-Tramete | Trametes gibbosa                               | (Persoon 1795 : Fries 1821) Fries 1838           |
| Striegelige Tramete | Trametes hirsuta                               | (Wulfen 1789 : Fries 1821) Pilát 1939            |
| Wacholder-Tramete | Trametes junipericola                          | Manjón, G. Moreno & Ryvarden 1984 ('1983')       |
| Ljubarskys Tramete | Trametes ljubarskyi beschrieben als liubarskyi | Pilát 1937                                       |
| Ockerfarbene oder Vielfarbige Tramete | Trametes ochracea                              | (Persoon 1794) Gilbertson & Ryvarden 1987        |
| Samtige Tramete | Trametes pubescens                             | (Schumacher 1803 : Fries 1821) Pilát 1939        |
| | Trametes sanguinea                             | (L.) Lloyd 1924                                  |
| Anis-Tramete | Trametes suaveolens                            | (Linnaeus 1753 : Fries 1821) Fries 1838          |
| | Trametes subalutacea                           | Bourdot & Galzin 1925                            |
| Schmetterlings-Tramete | Trametes versicolor                            | (Linnaeus 1753 : Fries 1821) Lloyd 1921 ('1920') |
| Auen-Blätterporling | Trametes warnieri                              | (Durieu & Mont.) Zmitr., Wasser & Ezhov 2012     |

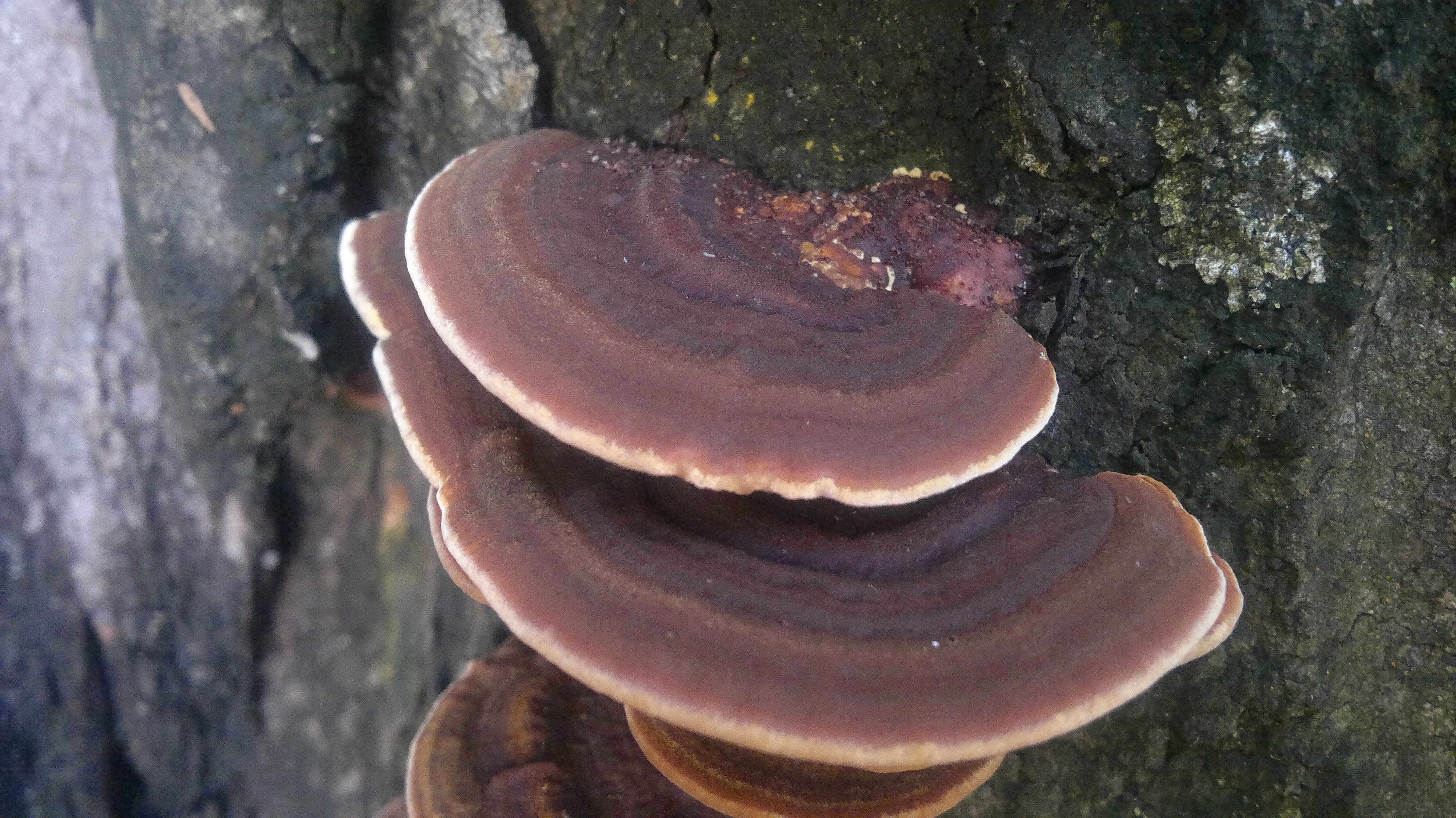
Trametes cingulata
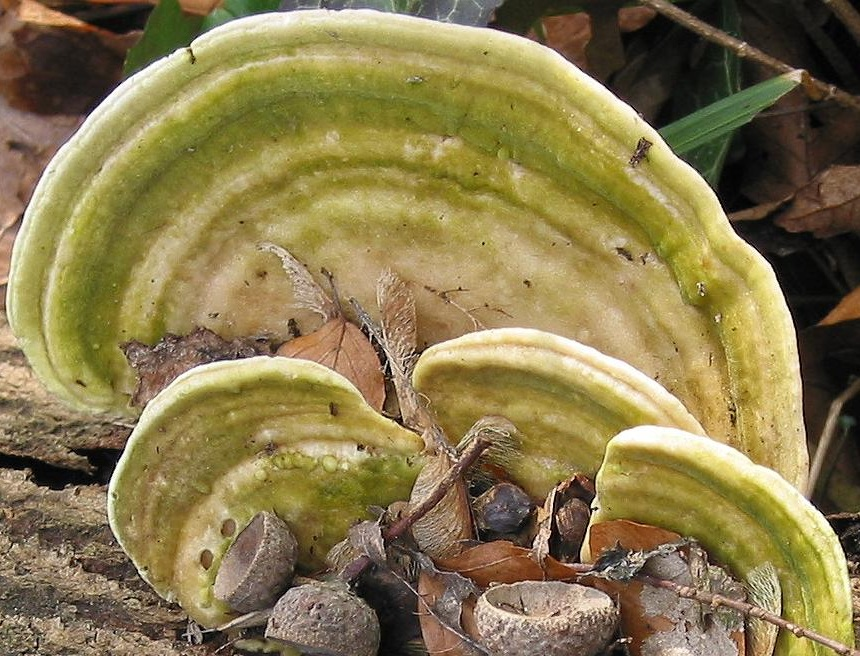
Buckel-Tramete Trametes gibbosa
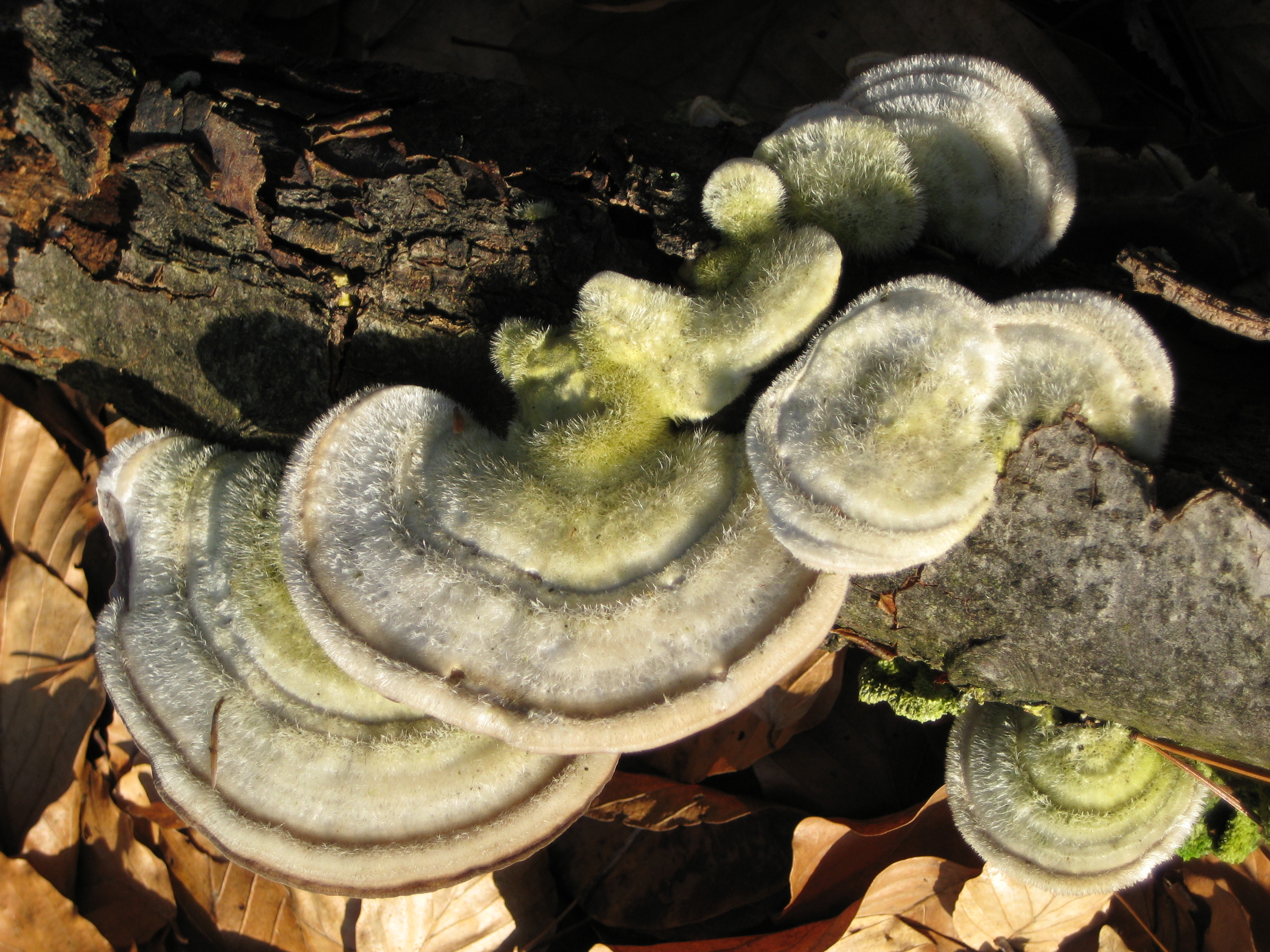
Striegelige Tramete Trametes hirsuta
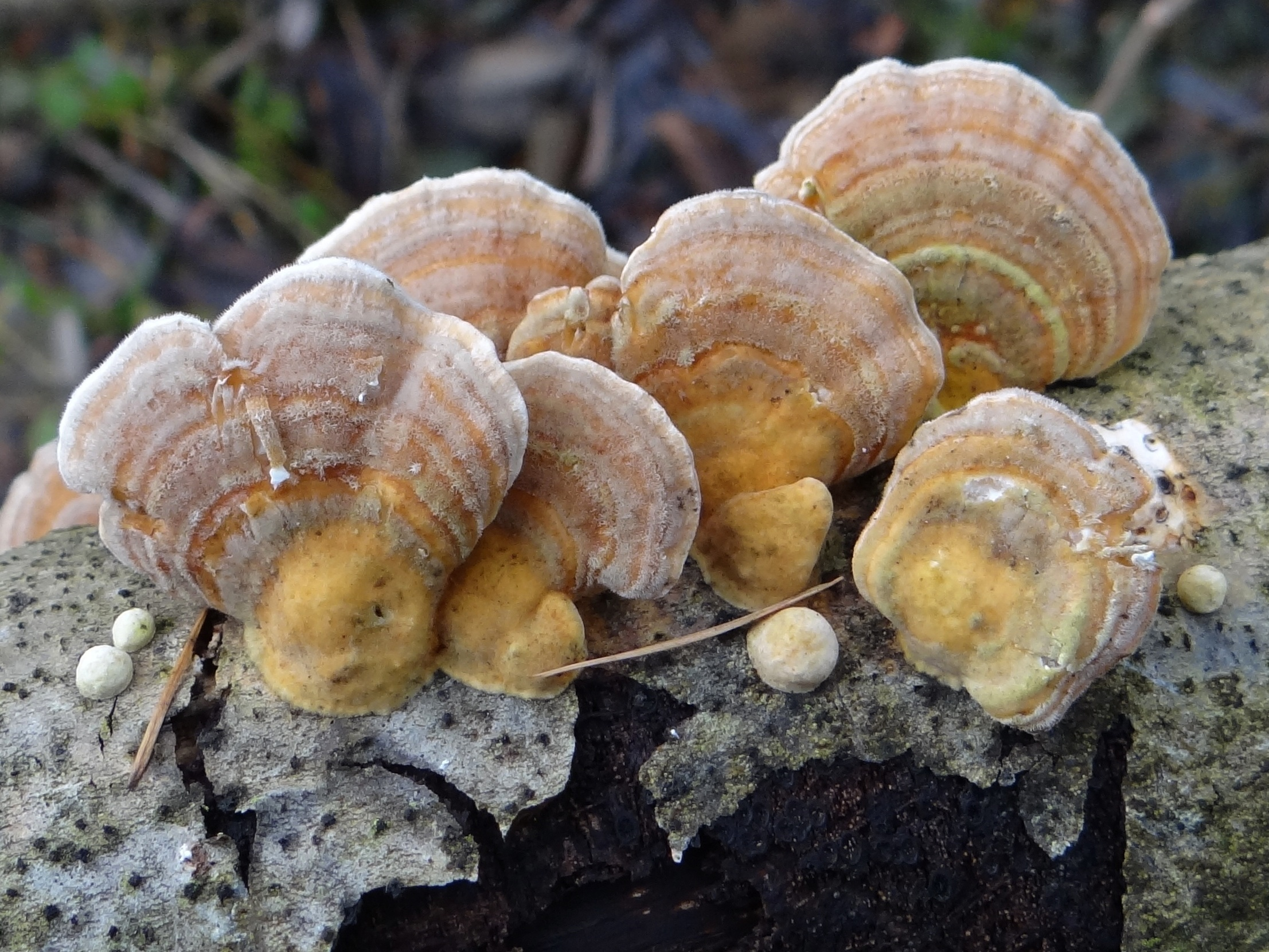
Ockerfarbene oder Vielfarbige Tramete Trametes ochracea
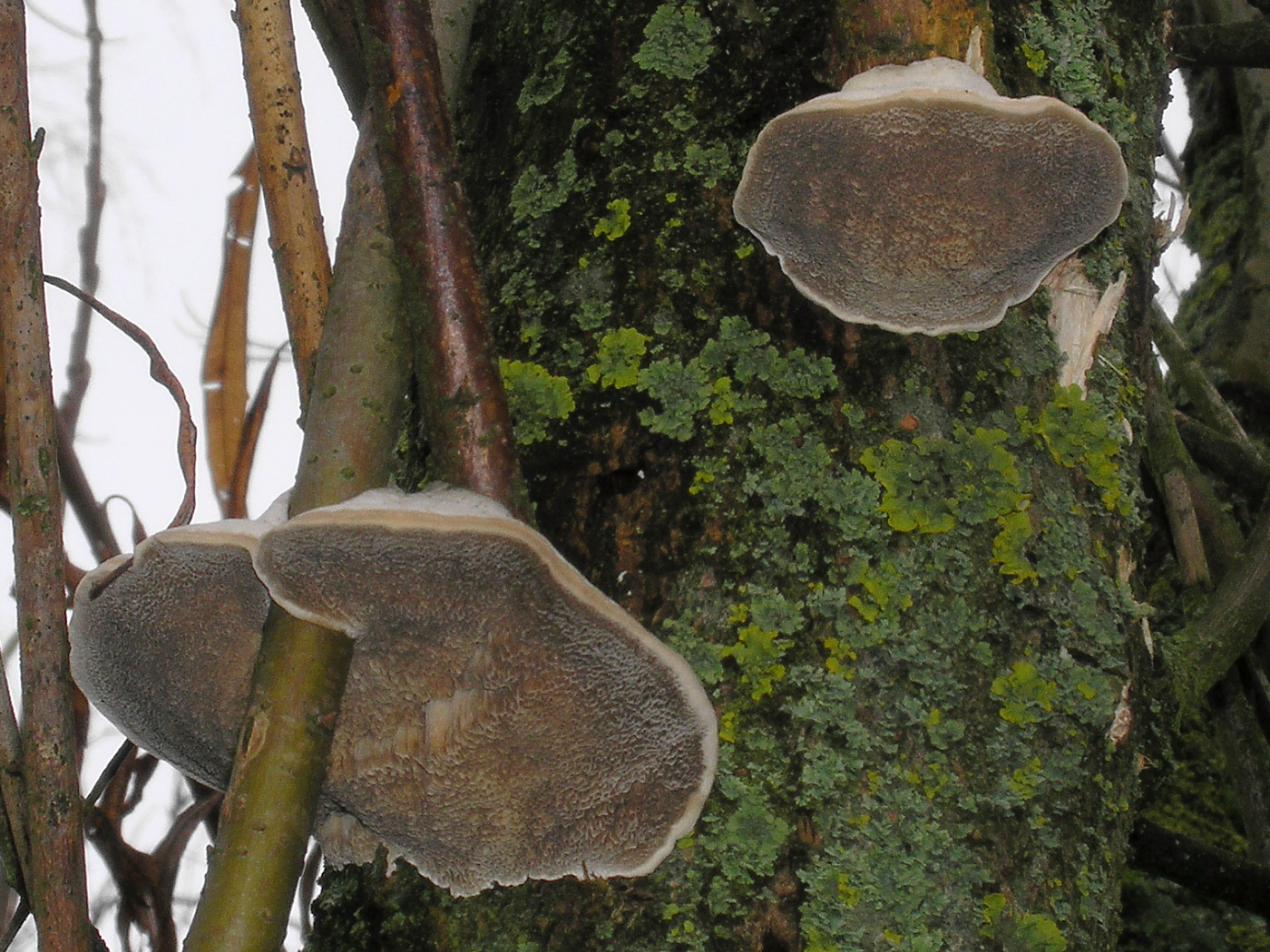
Anis-Tramete Trametes suaveolens an und in Weide
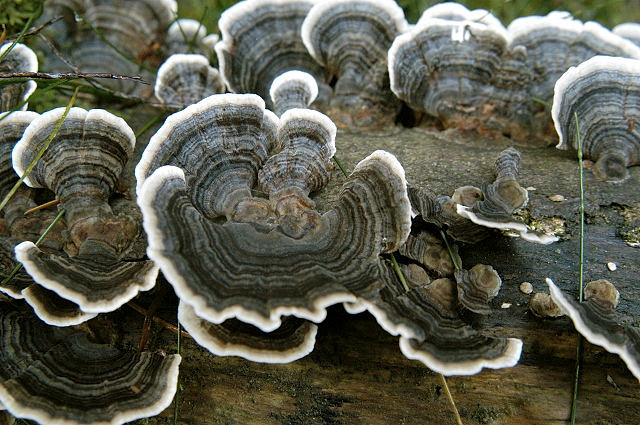
Schmetterlings-Tramete Trametes versicolor

Auch andere ähnliche Pilze werden oft Trameten genannt, da sie früher zur gleichen Gattung gerechnet wurden oder weil sie den „echten“ Trameten sehr ähnlich sehen. Dazu gehören beispielsweise die Knorpelige Tramete (Antrodiella semisupina), die Rötende Tramete (Daedaleopsis confragosa) und die Ausgebreitete Tramete (Donkioporia expansa). 2008 wurde die Hirschfarbene Tramete (Trametopsis cervina) ausgegliedert.
Dafür werden Arten der ehemaligen Gattungen Pycnoporus (Zinnoberschwämme) und Lenzites (Blätterporlinge) auf der Grundlage phylogenetischer Untersuchungen inzwischen meist als den Trameten zugehörig betrachtet.